# Venecijanski bijenale
Venecijanski bijenale (talijanski: Biennale di Venezia), ili punim nazivom Međunarodna izložba suvremene likovne umjetnosti, je izložba koja se od 1895. godine, uz manje prekide, održava svake druge godine na prostoru Vrtova bijenala (Giardini), Arsenala (Arsenale) i ostalih izložbenih prostora u Veneciji, Italija.

## Ustrojstvo
Kako bi se razlikovala od istoimenog izložbenog programa, njezin organizator, kulturna zaklada Venecijanski bijenale promijenila je 2009. godine ime u Biennale Foundation. Osim izložbe likovnih umjetnosti, njezni programi uključuju i Festival suvremene glazbe, Venecijanski filmski festival, Međunarodni festival kazališta i Međunarodni festival suvremenog plesa. Osim toga, Venecijanski bijenale arhitekture održava se od 1980. godine, a od 2002. godine u redovnom intervalu izmjenjuje se s međunarodnom izložbom suvremene likovne umjetnosti.
| Ime                                                                        | Službeni talijanski naziv                               | Godina | Učestalost                                 |
| -------------------------------------------------------------------------- | ------------------------------------------------------- | ------ | ------------------------------------------ |
| Venecijanski bijenale ili Međunarodna izložba suvremene likovne umjetnosti | Esposizione Internazionale d’Arte                       | 1895.  | Svake druge godine                         |
| Venecijanski bijenale arhitekture ili Međunarodna izložba arhitekture      | Mostra internazionale di architettura                   | 1980.  | Svake druge godine (od 2000.)              |
| Festival suvremene glazbe                                                  | Festival internazionale di musica contemporanea         | 1930.  | Godišnje (rujan/listopad)                  |
| Međunarodni festival kazališta                                             | Festival internazionale del teatro                      | 1934.  | Godišnje (lipanj/kolovoz)                  |
| Venecijanski filmski festival                                              | Mostra internazionale d'arte cinematografica di Venezia | 1934.  | Godišnje (kolovoz/rujan)                   |
| Međunarodni festival suvremenog plesa                                      | Festival internazionale di danza contemporanea          | 2004.  | Godišnje (lipanj; dvogodišnje 2010. – 16.) |

## Struktura izložbe
Međunarodna izložba suvremene likovne umjetnosti, te na sličan način Venecijanski bijenale arhitekture, sastoje se od Glavne izložbe (Mostra Internazionale), Nacionalnih sudjelovanja (Partecipazioni Nazionali) i popratnih događanja (Eventi Collaterali).

## Povijest
Početci bijenala sežu u 1893. godinu kad je venecijanski gradonačelnik Riccardo Selvatico Gradskom vijeću predložio pokretanje Bijenalne izložbe, ali nacionalnog karaktera. Godine 1894. ideja je dopunjena mogućnošću sudjelovanja izabranih međunarodnih umjetnika. Prva izložba najavljena je za 1895., tijekom zime izgrađen je Palazzo dell'Esposizione (Izložbena palača) po projektu Enrica Trevisanata (pročelje Marius De Maria) na tada tek izgrađenom prostoru Giardini di Castello.
Prvi bijenale održan je 1895. na toj prvoj izložbi dekorativna umjetnost imala je zapaženo mjesto, posjetilo ju je 224.000 ljudi. Izložba je vremenom postajala sve više međunarodna, tako da je od 1907. nekoliko zemalja pokrenulo gradnju vlastitih nacionalnih paviljona na izložbenom prostoru. Između 1916. i 1918. bijenale nije održan zbog Prvog svjetskog rata. Nakon Prvog svjetskog rata, Bienale pokazuje sve veći interes za inovativna stremljenja u modernoj umjetnosti. Između dva svjetska rata, mnogi istaknuti moderni umjetnici izlagali su na bijenalu. 
Godine 1927. osnovana je Zaklada Quadriennale di Roma sa zamisli da se u Rim usredotoči glavna proizvodnja nacionalne figurativne umjetnosti, ostavivši Venecijanskom bijenalu održavanje međunarodnih manifestacija.
Do 1930. godine uprava bijenala bila je u nadležnosti vijeća grada Venecije, tada je prešla na nacionalnu razinu (postala je formalno neovisna institucija-Ente Autonomo), a time i u ruke Mussolininijeve fašističke vlasti. Bijenale je 1930-ih, osnovao nekoliko novih popratnih manifestacija: Glazbeni Festival 1930., Venecijanski filmski festival 1932. i Kazalištni festival 1934. Od 1938., dodjeljuju se Velike nagrade za radove izložene na glavnoj izložbi.
Nakon šest godina stanke tijekom Drugog svjetskog rata (posljednji je održan 1942. u okrnjenom sastaavu), Bienale je nastavio s normalnom izlagačkom djelatnošću 1948. godine želivši obnoviti pozornost na europske i svjetske avangardne te kretanja u suvremenoj umjetnosti. Apstraktni ekspresionizam bio je hit Bijenala 1950-ih, pop-art 1960-ih. Između 1948. do 1972. talijanski arhitekt Carlo Scarpa izveo je niz smionih intervencija na paviljonima bijenala.
Prosvjedi su obilježili Bijenale održan buntovne 1968. i označili krizu koncepcije bijenala. Nakon toga odbačeno je nagrađivanje - Velikom nagradom, veći naglasak dan je tematskim izložbama. Bienale 1974. obilježili su prosvjedi protiv diktature Augusto Pinochet u Čileu. Uvedene su nove nagrade - Zlatni lav (Leone d'Oro), poput nagrada na Venecijanskom filmskom festivalu -  postmoderna umjetnost stupila je na scenu.
Bijenale 1980. obilježili su kuratori manifestacije kritičari Achille Bonito Oliva i Harald Szeemann koji su uveli Aperto, dio izložbe u kojem bi se izlagala istraživanja na području umjetnosti. Talijanski povjesničar umjetnosti Giovanni Carandente bio je kurator izložbi iz 1988. i 1990. Nakon tog je napravljena pauza od tri godine da bi se Bienale 1995. točno poklopio sa 100. obljetnicom Bienala. Bijenale 1993. ponovno je vodio Achille Bonito Oliva, nakon njega dvojac Jean Clair i Germano Celant bili su kuratori 
Bienala 1995. i 1997.
Bijenalske izložbe 1999. (48.) i 2001. (49.) osmislio je Harald Szeemann koji je veću pozornost posvetio zastupljenosti umjetnika iz Azije i Istočne Europe te mladim umjetnicima, on je i proširio izložbeni prostor bijenala na netom obnovljene zgrade venecijanskog Arsenala.
50. Bijenale, kojem je kurator bio Francesco Bonami, zapamćen je po rekordnom broju kustosa koatora izložbe, čak njih sedam (Hans Ulrich Obrist, Catherine David, Igor Zabel, Hou Hanru i Massimiliano Gioni).
51. Bijenale iz 2005. obilježile su po prvi put kuratorice žene, Maria de Corral i Rosa Martinez. De Corralova je organizirala popratnu manifestaciju  Iskustvo umjetnosti, koja je okupila 41 umjetnika. Rosa Martinez organizirala je pak svoju manifestaciju Uvijek malo dalje u Arsenalu, s 49 umjetnika.
Na 52. Bijenalu 2007. prvi put je jedan američki kritičar Robert Storr dobio priliku urediti izložbu koja je održana pod njegovim motom Think with the Senses – Feel with the Mind. Art in the Present Tense
Te godine po prvi put je izlagao Meksiko predstavivši svog umjetnika Rafaela Lozana-Hemmera u palači Van Axel.
53. Bijenale 2009. vodio je švedski kustos Daniel Birnbaum.

## Prostor Bijenala
Bijenale se tradicionalno održava u venecijanskom parku Giardini di Castello, tu se nalazi 30 stalnih nacionalnih paviljona. Pravo na stalni paviljon u velikoj mjeri je bilo rezultat međunarodnih političkih odnosa 1930-ih godina, te kasnije hladnoratovskih prilika. 
Aperto je počeo kao manifestacija otvorana mladim umjetnicima, koji nisu obuhvaćeni izložbama u nacionalnim paviljonima. Poslije se ustalilo da se Aperto održava u Arsenalu, od 1995. smanjio se broj Aperta, tako da sve veći broj zemalja sudionica unajmljuje dodatne izložbene prostore da izloži svoje mlade umjetnike.

## Nacionalni paviljoni i njihovi arhitekti
- Italija - Palazzo Pro Arte: Enrico Trevisanato, pročelje Marius De Maria i Bartholomeo Bezzi, 1895; novo pročelje Guido Cirilli, 1914., Padiglione Italia, pročelje Duilio Torres 1932. Ovaj paviljon ima park skulptura Carla Scarpe iz 1952. i Auditorium Pastor Valeriana Pastora, 1977.
- Australija - Philip Cox, 1988.
- Austrija - Joseph Hoffmann u suradnji s Robertom Kramreiterom, 1934. (obnovio Hans Hollein, 1984.).
- Belgija - Leon Sneyers, 1907. (potpuno preuredio Virgilio Vallot, 1948.).
- Brazil - Amerigo Marchesin, 1964.
- Kanada - BBPR (Gian Luigi Banfi, Ludovico Barbiano di Belgiojoso, Enrico Peressutti, Ernesto Nathan Rogers), 1958.
- Čehoslovačka - Otakar Novotni, 1926. (aneks dogradio Boguslav Richlinch, 1970.)
- Danska - Carl Brummer, 1932. (aneks dogradio Peter Koch, 1958.)
- Finska- Alvar Aalto, 1956., obnovio Fredrik Fogh, suradnik Elsa Makiniemi, 1976. – 1982.
- Francuska - Faust Finzi, 1912.
- Njemačka - Daniele Donghi, 1909., preuredio Ernst Haiger, 1938.
- Japan - Takamasa Yoshizaka, 1956.
- Ujedinjeno Kraljevstvo - Edwin Alfred Rickards, 1909.
- Grčka - Brenno Del Giudice, M. Papandre, 1934.
- Island- trenutno koristi finski paviljon.
- Izrael- Zeev Rechter, 1952. (preuredio Fredrik Fogh, 1966.)
- Nizozemska - Gustav Ferdninand Boberg, 1914. (preuredio Gerrit Thomas Rietveld, 1954.)
- Rusija - Aleksej V. Scusev, 1914.
- Skandinavski paviljon (Norveška, Švedska, Finska) - Sverre Fehn, 1962. (manji aneks dogradio Fredrik Fogh, 1987.)
- Španjolska - Javier de Luque, 1922 (pročelje preuredio Joaquin Vaquero Palacios, 1952.)
- Sjedinjene Američke Države - Chester Holmes Aldrich, William Adams Delano, 1930.
- Švicarska - Bruno Giacometti, 1952.
- Mađarska - Geza Rintel Maroti, 1909. (obnovio Agost Benkhard, 1958.)
- Urugvaj - bivše skladište bijenala, 1958., dato Urugvaju 1960.
- Venezuela - Carlo Scarpa, 1956.
- Venezia niz paviljona - Brenno Del Giudice (Arti Decorative 1932.); ostali paviljoni;
  - Jugoslavija, 1938.
  - Rumunjska, 1938.
  - Latinska Amerika, 1938.
- Egipat, 1952.
- Ulaznice - Carlo Scarpa, 1951.
- Trgovina - James Stirling, 1991.
- Južna Koreja - Seok Chul Kim, 1995.

## Hrvatski umjetnici na Bijenalu[3]
- 1897. Vlaho Bukovac
- 1901. Vlaho Bukovac
- 1903. Vlaho Bukovac
- 1907. Ivan Meštrović
- 1909. Robert Frangeš-Mihanović
- 1914. Ivan Meštrović
- 1926. Ivan Meštrović
- 1938. Ljubo Babić, Vladimir Becić, Ivan Meštrović
- 1940. Marino Tartaglia, Milivoj Uzelac, Frano Kršinić
- 1942. Bruno Bulić, Josip Crnobori, Jozo Kljaković, Slavko Kopač, Miroslav Kraljević, Ivan Meštrović, Antun Mezdjić, Antun Motika, Juraj Plančić, Josip Račić, Ivo Režek, Slavko Šohaj, Antun Augustinčić, Emanuel Vidović
- 1950. Vanja Radauš, Vojin Bakić, Kosta Angeli Radovani, Zoran Mušič
- 1952. Antun Motika, Emanuel Vidović
- 1954. Dušan Džamonja, Vilko Selan - Gliha, Zdenko Gradiš, Zlatko Prica, Nikola Reiser, Josip Restek, Josip Roca, Vilim Svečnjak
- 1956. Vojin Bakić, Zoran Mušič
- 1958. Krsto Hegedušić, Edo Murtić
- 1960. Dušan Džamonja
- 1962. Oton Gliha
- 1964. Oton Gliha, Edo Murtić, Ordan Petlevski, Zlatko Prica, Frano Šimunović, Vojin Bakić, Dušan Džamonja
- 1966. Miroslav Šutej
- 1969. Vlado Kristl, Ivan Picelj izlagali na popratnoj izložbi Manifesti d"arte
- 1970. Jagoda Buić, Dušan Džamonja (Vjenceslav Richter i Aleksandar Srnec izlagali na popratnoj izložbi Proposal for Experimental Exhibition)
- 1972. Vjenceslav Richter (Miroslav Šutej, Ivan Picelj, Juraj Dobrović, Edo Murtić, Virgilije Nevjestić izlagali na popratnoj izložbi Graphic Art Today)
- 1976. Ivan Kožarić, Julije Knifer
- 1978. Ivo Friščić
- 1980. Dušan Džamonja
- 1982. Edita Schubert
- 1984. Boris Bućan
- 1986. Nina Ivančić
- 1993. Milivoj Bijelić, Ivo Deković i Željko Kipke
- 1995. Martina Kramer, Goran Petercol, Mirko Zrinščak, Ivan Faktor, Nina Ivančić, Damir Sokić, Mladen Stilinović, Dean Jokanović Toumin, Goran Trbuljak, Gorki Žanić (Gorki Žuvela izlagao na popratnoj izložbi)
- 1997. Dalibor Martinis
- 1999. Zlatan Vrkljan
- 2001. Julije Knifer
- 2003. Boris Cvjetanović, Ana Opalić
- 2005. Pasko Burdelez, Zlatan Dumanić, Alen Floričić, Tomo Savić Gecan, Boris Šincek, Goran Trbuljak
- 2007. Ivana Franke
- 2009. Nikola Koydl, Zoltan Novak, Matko Vekić
- 2011. BADco, Antonio G. Lauer
- 2013. Kata Mijatović
- 2015. Damir Očko
- 2017. Tina Gverović, Marko Tadić
- 2019. Igor Grubić
- 2022. Tomo Savić-Gecan

## Pogledajte i ovo
- Venecijanski filmski festival
- Sant’Elena venecijanska četvrt gdje se nalaze giardini

## Vanjske poveznice
- Službene stranice Bijenala
- Povijest venecijanskog bijenala
- Culturenet Croatia: Croatian Artists at Venice Biennales
- Venecijanski bijenale 2007., The Art Trust website.  Arhivirana inačica izvorne stranice od 3. siječnja 2011. (Wayback Machine)